# 克里米亞轉交蘇維埃烏克蘭
1954年2月19日，蘇聯最高蘇維埃主席團決議調整行政區劃，將原屬俄罗斯苏维埃联邦社会主义共和国的克里米亞轉交與乌克兰苏维埃社会主义共和国。

## 背景
在併入俄羅斯帝國之前，克里米亞半島在克里米亞汗國的統治下是獨立的。穆斯林突厥克里米亞韃靼人受到奥斯曼帝国的影響，同時也與俄羅斯帝國接壤。1774年，在1768—1774年的俄土戰爭之後，俄羅斯和奧斯曼帝國同意通過《庫楚克開納吉和約》不干涉克里米亞汗國。1783年，隨著奧斯曼帝國的日益衰落，俄羅斯帝國吞併了克里米亞汗國。
在俄羅斯境內，半島在多個內部行政部門之間轉移。在俄羅斯帝國和蘇聯時期，1954年轉移到烏克蘭蘇維埃社會主義共和國前，克里米亞由14個政府管理。
在蘇聯時期，克里米亞經歷了人口變化。由於克里米亞韃靼人在第二次世界大戰期間涉嫌與德國人勾結，所有克里米亞韃靼人都被蘇聯政權驅逐，半島上重新安置了其他民族，主要是俄羅斯人和烏克蘭人。現代專家表示，驅逐是蘇聯計劃的一部分，目的是進入達達尼爾海峽並獲得土耳其境內的韃靼人有突厥族親屬的領土，或者將少數民族從蘇聯邊境地區驅逐出去。[1]
近8000名克里米亞韃靼人在驅逐過程中死亡，隨後又有數万人因流放條件惡劣而死亡。[2]克里米亞韃靼人的驅逐導致80,000戶家庭和150,000公頃（360,000英畝）土地被遺棄。
1945年6月30日，這個沒有國籍的自治共和國降級為俄羅斯蘇維埃社會主義共和國內的一個州。
1954年2月19日，該州從俄羅斯蘇維埃聯邦社會主義共和國移交給烏克蘭蘇維埃社會主義共和國管轄，基於“克里米亞省與烏克蘭之間的經濟整體特徵、領土鄰近性以及密切的經濟和文化聯繫”。烏克蘭蘇維埃社會主義共和國” 並紀念烏克蘭與俄羅斯結盟300週年。（蘇聯稱為《佩列亞斯拉夫協定》）。
塞瓦斯托波爾因其作為蘇聯黑海艦隊港口的重要性而成為一座封閉城市，直到1978年才劃歸克里米亞州。

## 法令

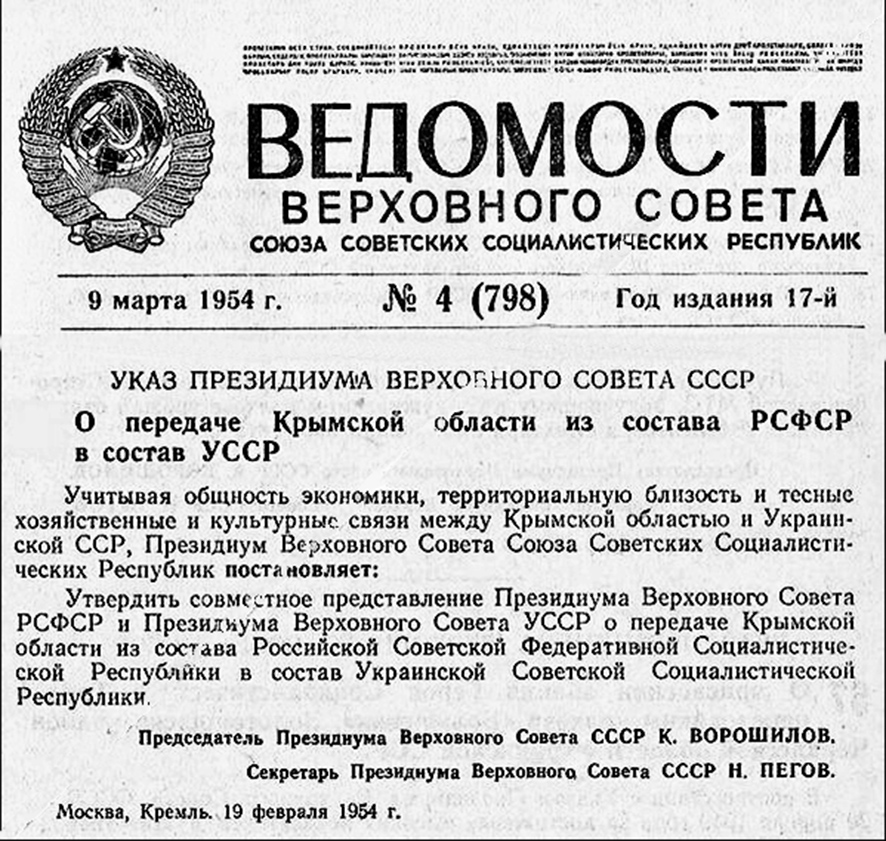
1954年3月9日最高委員會先驅報上刊登最高蘇維埃主席團“關於移交克里米亞州”的法令。

1954年2月19日，蘇聯最高蘇維埃主席團頒布法令，將克里米亞州從俄羅斯蘇維埃聯邦社會主義共和國劃歸烏克蘭蘇維埃社會主義共和國。現在保存在俄羅斯聯邦國家檔案館（GARF）的文件證實，此舉最初是在1954年1月25日得到蘇聯共產黨（蘇共）主席團（政治局）批准的，為這一舉措鋪平了道路。三週後蘇聯最高蘇維埃主席團的授權決議。根據《蘇聯憲法》（第18條），蘇聯境內的共和國邊界未經有關共和國同意不得重新劃定。此項移交經蘇聯最高蘇維埃主席團批准。最高蘇維埃主席團頒布法令幾天之後，為適應移交而進行的憲法修改（第22條和第23條）。
該法令於1954年2月27日在《真理報》的頭版上首次宣布。該法令的全文是：
1954年4月26日，蘇聯最高蘇維埃主席團法令將克里米亞州從俄羅斯蘇維埃社會主義共和國劃歸烏克蘭蘇維埃社會主義共和國。
考慮到克里米亞省與烏克蘭蘇維埃社會主義共和國之間經濟的整體性、領土鄰近性以及密切的經濟和文化聯繫，蘇聯最高蘇維埃主席團決定：
批准俄羅斯蘇維埃社會主義共和國聯盟主席團的聯合介紹最高蘇維埃和烏克蘭蘇維埃社會主義共和國最高蘇維埃主席團關於將克里米亞省從俄羅斯蘇維埃社會主義共和國轉移到烏克蘭蘇維埃社會主義共和國。
因此，對俄羅斯和烏克蘭的共和國憲法進行了修改。1954年6月2日，俄羅斯最高蘇維埃通過了對1937年俄羅斯憲法的修正案，其中除其他外，將克里米亞排除在第14條列舉的細分名單之外，並於1954年6月17日，最高拉達將克里米亞添加到憲法第18條中。1937年烏克蘭蘇維埃社會主義共和國憲法。

## 動機
將克里米亞州移交給烏克蘭被描述為“象徵性姿態”，標誌著1654年《佩列亞斯拉夫條約》締結300週年。這也歸功於共產黨第一書記尼基塔·赫魯雪夫，儘管簽署文件的人是蘇聯法定國家元首克里門特·伏羅希洛夫。
時任共產黨第一書記尼基塔·赫魯雪夫的政治學家和曾孫女尼娜·赫魯曉娃在談到赫魯雪夫的動機時說：“這有點像徵性，有點試圖重新洗牌中央集權體制，而且充分披露尼基塔·赫魯雪夫非常喜歡烏克蘭，所以我認為在某種程度上，這也是對他最喜歡的共和國的一種個人姿態。他是俄羅斯人，但他對烏克蘭真的很親近。”赫魯雪夫的兒子謝爾蓋·赫魯雪夫聲稱，這一決定是由於在第聶伯河上建造了一座水電大壩，因此希望所有政府都集中在一個機構之下。克里米亞的塞瓦斯托波爾是蘇聯黑海艦隊的駐地，這是俄羅斯乃至蘇聯外交政策的典型元素，此次轉移具有將烏克蘭與俄羅斯無情地結合在一起的預期效果，“永遠在一起”，作為海報紀念 1954 年的事件宣布。給出的其他原因是烏克蘭和克里米亞的經濟一體化以及克里米亞是烏克蘭大草原的自然延伸的想法。在1944年克里米亞韃靼人大規模驅逐到中亞之後，人們還希望在克里米亞的部分地區重新安置斯拉夫民族。

## 後續
轉移使烏克蘭的俄羅斯族人口增加了近一百萬。亞歷山大·魯茨科伊等著名的俄羅斯政治家認為這一轉移是有爭議的。在蘇聯解體後的最初幾年，圍繞轉移合法性的爭議仍然是烏克蘭和俄羅斯關係的一個痛點，尤其是在克里米亞的內部政治中。然而，在1997年俄羅斯聯邦與烏克蘭簽訂的條約中，俄羅斯承認了烏克蘭的邊界，並接受了烏克蘭對克里米亞的主權。
1992年1月，俄羅斯最高蘇維埃質疑移交的合憲性，指責尼基塔·赫魯雪夫叛國，稱移交是非法的。俄羅斯前副總統亞歷山大·魯茨科伊說，這是一個“輕率的計劃”，赫魯曉夫對此有名的說法是，簽署該文件的人一定患有中暑或宿醉。
人們對塞瓦斯托波爾的地位以及它是否是轉讓的一部分感到困惑，因為它在一定程度上獨立於克里米亞州並且從未正式批准轉讓，儘管後來在蘇聯憲法以及烏克蘭和俄羅斯之間的別洛韋日協議中被提及為烏克蘭領土。
1994年，尤里·梅什科夫領導的俄羅斯民族主義政府接管了克里米亞，並承諾將克里米亞歸還俄羅斯，儘管這些計劃後來被擱置。在1997年俄羅斯聯邦和烏克蘭簽訂的條約中，俄羅斯承認烏克蘭的邊界，並接受烏克蘭對克里米亞的主權。該條約於2019年3月31日到期。
在2014年邁丹革命推翻總統維克多·亞努科維奇後，塞瓦斯托波爾和克里米亞的領土被俄羅斯聯邦佔領；據報導，96%的克里米亞人投了“贊成票”，公投後正式吞併。這一舉動遭到烏克蘭新政府的譴責，大多數聯合國國家無視這一舉動，繼續承認克里米亞是烏克蘭的一部分。威尼斯委員會（歐洲委員會在憲法領域的諮詢機構）於2014 年發表意見，認為根據烏克蘭憲法，公投是非法的，“克里米亞的情況不允許按照歐洲民主標準舉行公投”。

## 外部連結
- Mark Kramer. . Wilson Center.   [28 March 2014]. （原始内容存档于2022-04-29）.